# Lista de visitas de Chefes de Estado recebidos por Juscelino Kubitschek

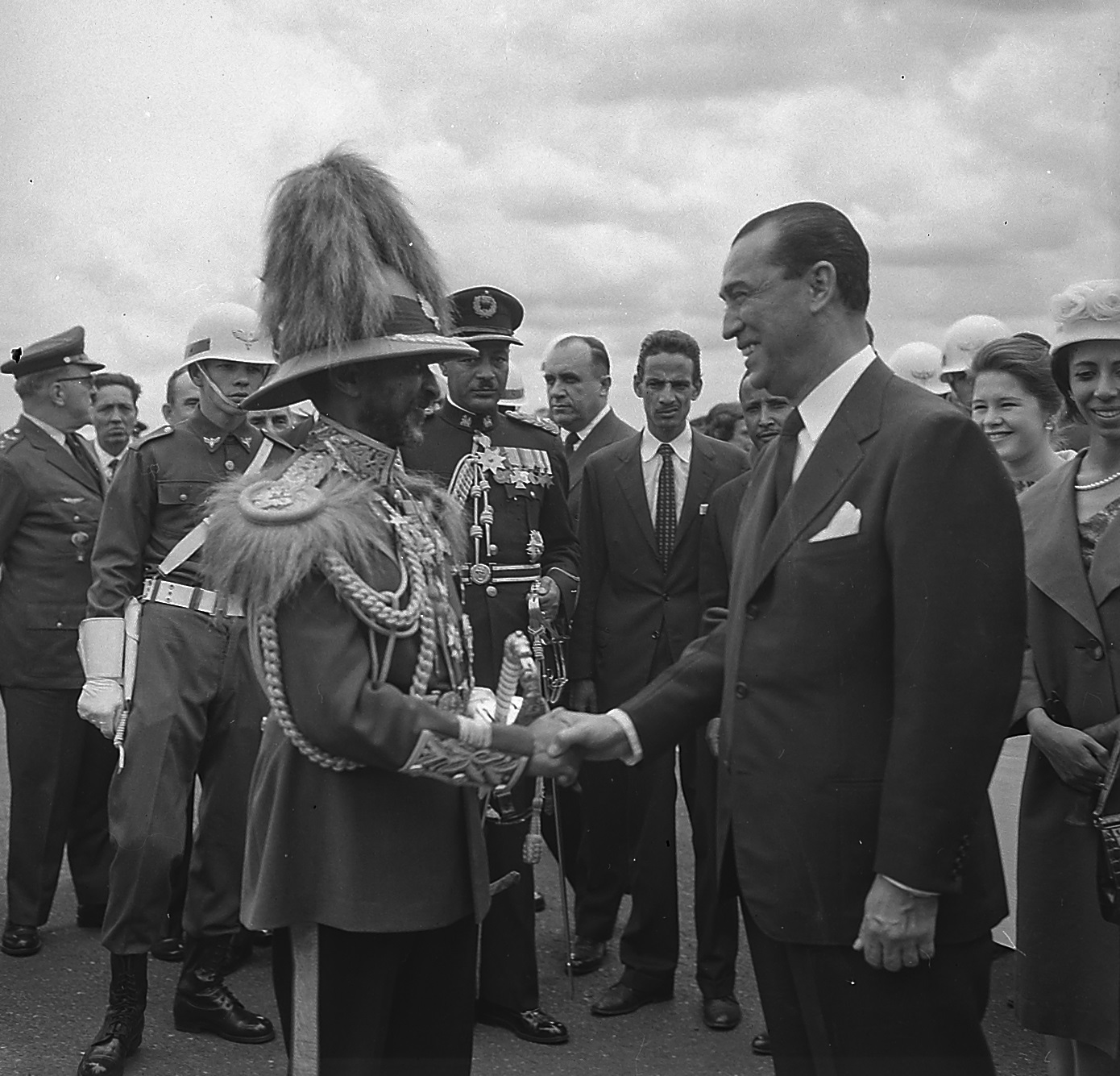
Haile Selassie, imperador da Etiópia, com JK.

A Lista de visitas de Chefes de Estado recebidos por Juscelino Kubitschek, 21.º Presidente do Brasil, mostra todos os presidentes, primeiros-ministros e imperadores que visitaram o país durante o seu mandato (1956-1960).

## Lista
| Data                       | Chefe de Estado      | Locais                                            | Detalhes |
| -------------------------- | -------------------- | ------------------------------------------------- | --- |
| 6 de outubro de 1956       | Alfredo Stroessner   | Brasília                                          | Reuniu-se com o presidente Juscelino Kubitschek.                                                                 |
| 4-14 de setembro de 1958   | Giovanni Gronchi     | Brasília, Caxias do Sul,Rio de Janeiro, São Paulo | Reuniu-se com o presidente Juscelino Kubitschek e visitou várias cidades do Brasil.                              |
| 1958                       | Alfredo Stroessner   | Brasília                                          | Reuniu-se com o presidente Juscelino Kubitschek.                                                                 |
| 30 de abril de 1959        | Fidel Castro         | Brasília                                          | Reuniu-se com o presidente Juscelino Kubitschek.                                                                 |
| maio de 1959               | Sukarno              | Brasília, Rio de Janeiro                          | Reuniu-se com o presidente Juscelino Kubitschek.                                                                 |
| janeiro de 1960            | Adolfo López Mateos  | Brasília, Rio de Janeiro                          | Reuniu-se com o presidente Juscelino Kubitschek.                                                                 |
| 20-26 de fevereiro de 1960 | Dwight D. Eisenhower | Brasília, Rio de Janeiro, São Paulo               | Reuniu-se com o presidente Juscelino Kubitschek e discursou no Congresso Brasileiro.                             |
| maio de 1960               | Oswaldo Dorticós     | Brasília                                          | Reuniu-se com o presidente Juscelino Kubitschek.                                                                 |
| 12-16 de Dezembro de 1960  | Haile Selassie       | Brasília, Recife                                  | O imperador da Etiópia esteve no Brasil, sua intenção era estabelecer mais pontes e negócios entre nossos povos. |